# Césaire (patrice)
Pour les articles homonymes, voir Césaire.
Césaire ou Césarius est un patrice byzantin du début du VIIe siècle qui sert comme gouverneur de l'Espagne byzantine. 

## Biographie
Césaire est mentionné dans les sources dans les années 610. Il est alors en Espagne où il tente de préserver les dernières possessions impériales dans la péninsule face aux assauts du souverain wisigoth Sisebut. Il est battu à deux reprises et perd probablement Malaga vers 615. L'empereur Héraclius étant aux prises avec la menace bien plus directe des Sassanides, Césaire est livré à lui-même et finit par négocier la paix avec Sisebut, acceptant de libérer un évêque wisigoth du nom de Cicilius qu'il est parvenu à capturer. Le souverain wisigoth envoie comme émissaire un certain Ansemund. Césaire transmet ensuite l'accord à Héraclius, qui consent aux pertes territoriales. Dès cette information connue, il envoie deux légats auprès de Sisebut pour l'en informer.
C'est l'un des rares gouverneurs connus de l'Espagne byzantine et il est supposé, à ce titre, qu'il occupe le poste de maître des milices pour ce territoire. Etant donné qu'il négocie directement avec le souverain wisigoth au nom de l'empereur, il a parfois été supposé qu'il est exarque de Carthage car l'Espagne byzantine est alors incorporée dans cette circonscription territoriale. Si un historien comme Charles Diehl l'inclut dans sa liste des exarques, il ajoute un point d'interrogation et le débat reste ouvert par les historiens, sans qu'il soit possible de trancher,
Quelques années après l'accord obtenu vers 615, les Byzantins perdent leurs derniers territoires hispaniques, dont Carthagène mais Césaire n'est pas mentionné à cette occasion. Isidore de Séville parle seulement de deux patrices.

## Sources
- Paul Goubert, « L'administration de l'Espagne byzantine : I. Les Gouverneurs de l'Espagne byzantine », Études byzantines, vol. 3,‎ 1945, p. 127-142 (lire en ligne).
- (en) Daniel Morossi, « The Governors of Byzantine Spain », Byzantinisca, Centro Italiano di Studi Sull'alto Medioevo,‎ 2013, p. 131-156 (lire en ligne)
- (en) E.A. Thompson, « The Byzantine Province », dans The Goths in Spain, Oxford: Clarendon, 1969, 320-334 p.